# Centre international des civilisations bantu
Le Centre international des civilisations bantoues (CICIBA), créé le 8 janvier 1983, est basé à Libreville au Gabon. Les onze États membres fondateurs sont l'Angola, le Cameroun, la Centrafrique, les Comores, la république du Congo, la république démocratique du Congo, le Gabon, la Guinée équatoriale, le Rwanda, Sao Tomé-et-Principe et la Zambie.
La construction du siège de Libreville a coûté environ 10 milliards de francs CFA (15,2 millions d'euros). Une collecte de documents — anciens manuscrits, bandes sonores, etc. — a été réalisée.

## Spectacles
En 2016, l'association Espoir Gabon, en coopération avec l'association des squatteurs du CICIBA, essaye d'attirer l'attention du public sur la possible réhabilitation des ruines du chantier abandonné du siège du CICIBA, en organisant le tournoi des neuf provinces, qui s'inscrit comme le premier concours de danses traditionnelles africaines au Gabon,.